# Robertsfors distrikt
Robertsfors distrikt är ett distrikt i Robertsfors kommun och Västerbottens län. Distriktet ligger omkring Robertsfors i södra Västerbotten. 

## Tidigare administrativ tillhörighet
Distriktet inrättades 2016 och utgörs av en del av Bygdeå socken i Robertsfors kommun.
Området motsvarar den omfattning Robertsfors församling hade 1999/2000 och fick 1799 efter utbrytning ur Bygdeå församling.

## Tätorter och småorter
I Robertsfors distrikt finns en tätort och två småorter.

### Tätorter
- Robertsfors

### Småorter
- Sikeå
- Sikeå hamn och Brännstan